# ذا سمفورس (لعبة فيديو)
ذا سمفورس (بالإنجليزية: The Smurfs)‏ وتعني السنافر ، هي لعبة فيديو إلكترونية والتي أنتجها وطورها شركة يوبي سوفت الفرنسية سنة 2011م، وهي مستوحاة من فيلم السنافر.